# Bleda eximius
Bleda eximius là một loài chim trong họ Pycnonotidae.